# Edward Dziewoński
Edward Dziewoński ps. Dudek (ur. 16 grudnia 1916 w Moskwie, zm. 17 sierpnia 2002 w Warszawie) – polski aktor, reżyser, satyryk. Założyciel kabaretu Dudek.

## Życiorys
Syn aktora Janusza Dziewońskiego i Marii Wasilewskiej. Maturę uzyskał w Berlinie. Tuż przed II wojną światową ukończył studia na Wydziale Aktorskim Państwowego Instytutu Sztuki Teatralnej (PIST). Dyplom otrzymał po wojnie w 1945 (Łódź). Zadebiutował w łódzkim Teatrze Syrena (1945). W 1947 zagrał w drugiej wersji filmu Zakazane piosenki. Był twórcą i szefem działającego w latach 1965–1975 kabaretu Dudek. Występował również w telewizyjnym Kabarecie Starszych Panów (kreował m.in. postać Dosmucacza, operatywnego Kuszelasa czy frywolnego sędziego Kocia), w Kabarecie Szpak i w Kabarecie Wagabunda.
W swym dorobku aktorskim zgromadził 31 ról filmowych. W filmie zagrał po raz ostatni w Strasznym śnie Dzidziusia Górkiewicza (1993). Jako aktor dramatyczny występował w Warszawie w teatrach: Narodowym, Ateneum, Współczesnym, Komedia, Ludowym oraz w Teatrze Kwadrat, którego był założycielem i dyrektorem artystycznym. Pochowany na cmentarzu Powązkowskim w Warszawie (kwatera 235-3-1/2).
Był trzykrotnie żonaty. Ostatni związek małżeński zawarł z lekarką Ireną Wilczyńską (ur. 1939). Z drugiego małżeństwa urodził się syn Roman (ur. 1954).

## Filmografia
Jako aktor

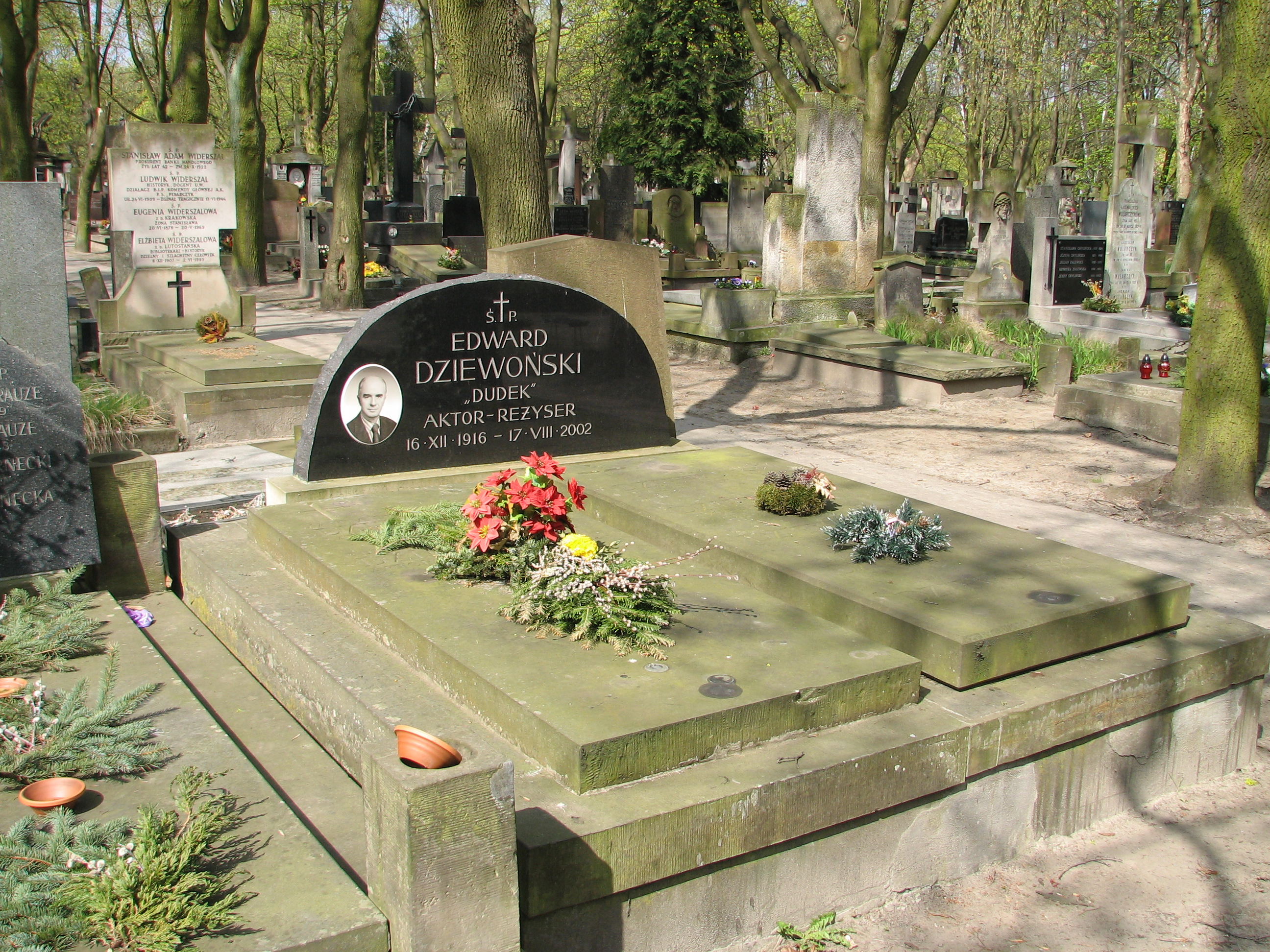
Grób Edwarda Dziewońskiego na cmentarzu Powązkowskim w Warszawie

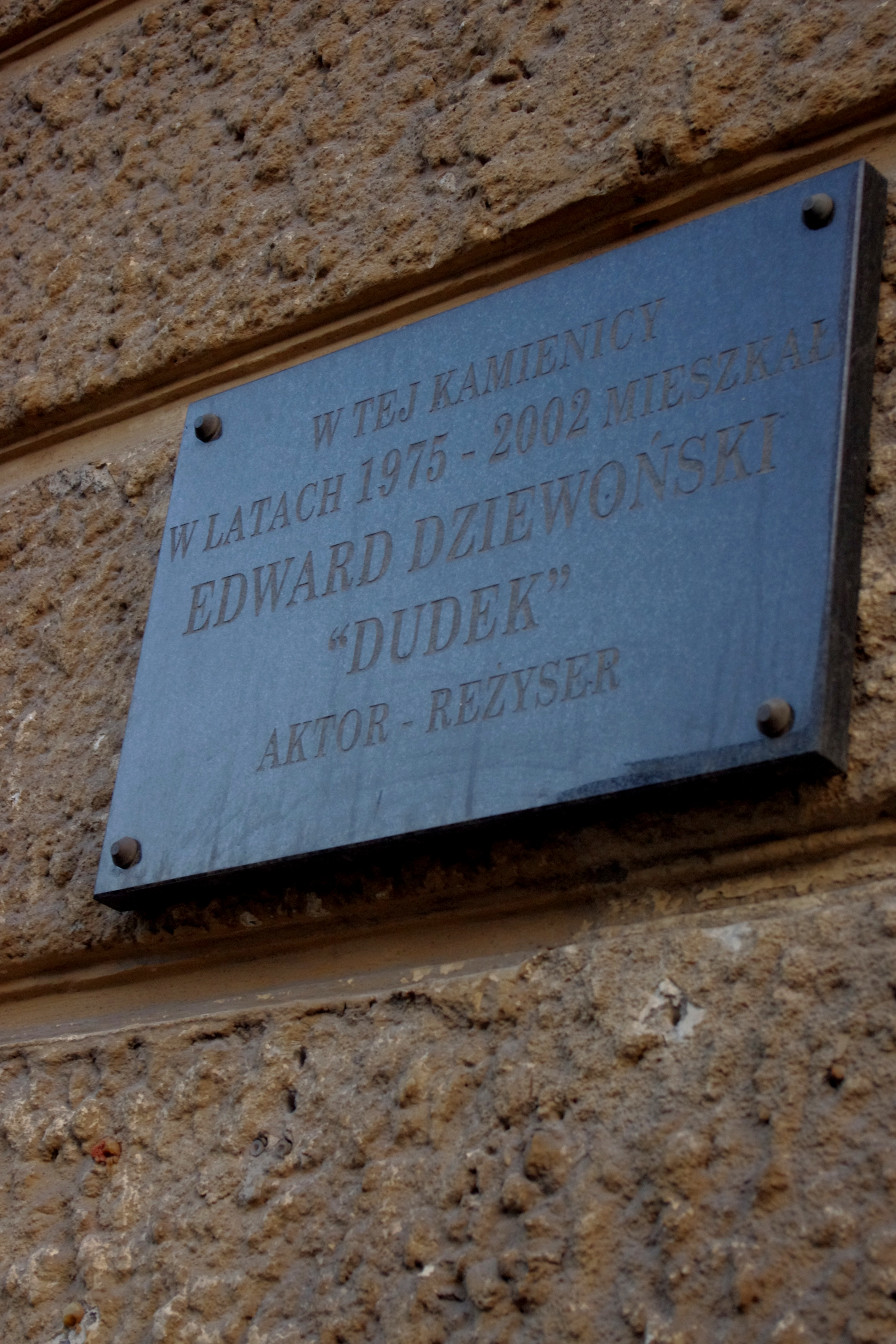
Tablica upamiętniająca aktora Edwarda Dziewońskiego na kamienicy przy ul. Wareckiej 11 w Warszawie, gdzie mieszkał w latach 1975–2002

- 1946: Zakazane piosenki – gestapowiec przeprowadzający rewizję u Tokarskich
- 1947: Ostatni etap – Lagerarzt
- 1948: Powrót – Edward Winiarski
- 1948: Ulica Graniczna – feldfebel
- 1949: Dom na pustkowiu – Jurek, narzeczony Hanki
- 1953: Przygoda na Mariensztacie – przewodnik po Warszawie
- 1953: Sprawa do załatwienia – dyrektor w fabryce fortepianów
- 1954: Autobus odjeżdża 6.20 – Stefański, kumpel Wiktora Poradzkiego
- 1954: Opowieść atlantycka – sierżant Wehrmachtu werbujący Schmidta do Legii Cudzoziemskiej
- 1956: Nikodem Dyzma – Jan Ulanicki, wiceminister rolnictwa
- 1957: Eroica – Dzidziuś Górkiewicz
- 1959: Tysiąc talarów – Hilary Melasa, narzeczony Kasi
- 1960: Powrót – Pudel, wspólnik Andrzeja
- 1960: Zezowate szczęście – Jelonek
- 1962: Jutro premiera – aktor Edward Szafrankiewicz
- 1963: Żona dla Australijczyka – redaktor Michał Żelazkiewicz
- 1966: Wojna domowa – właściciel „Korka” (odc. 14)
- 1969: Nowy – kierownik działu personalnego
- 1970: Dzięcioł – Ratajczak, kolega Stefana z pracy
- 1971: Kłopotliwy gość – kierownik wydziału kadr PZMC
- 1971: Niebieskie jak Morze Czarne
- 1973: Wielka miłość Balzaka – wydawca Balzaca (odc. 6)
- 1975: Czterdziestolatek – adwokat Beka
- 1979: Drogi pośród nocy – niemiecki zarządca
- 1982: Dolina Issy – Kazimierz Surkont, dziadek Tomaszka
- 1984: 5 dni z życia emeryta – Adam Bzowski
- 1985: C.K. Dezerterzy – lekarz
- 1989: Paziowie – doktor Johannes Karabatius
- 1993: Czterdziestolatek. 20 lat później – starszy pan w parku (odc. 15)
- 1993: Straszny sen Dzidziusia Górkiewicza – Dzidziuś Górkiewicz

Jako reżyser
- 5 dni z życia emeryta (serial telewizyjny z 1984)

## Odznaczenia
- Krzyż Komandorski z Gwiazdą Orderu Odrodzenia Polski (1997)
- Krzyż Kawalerski Orderu Odrodzenia Polski
- Złoty Krzyż Zasługi
- Złota Odznaka Honorowa Towarzystwa Polonia (1987)
- Odznaka 1000-lecia Państwa Polskiego (1967)[7]